# Al-Chalwa al-Gharbiyya
al-Chalwa al-Gharbiyya (arabisch الخلوة الغربية, DMG al-Ḫalwa al-Ġarbīya) ist ein Dorf im Jemen im Gouvernement Haddscha im Landkreis Mustaba. 2014 wurden nur 8 Einwohner angegeben.

## Geographie
Der Ort liegt zusammen mit den Orten al-Mahūfa (المحوفة), al-Dscharūba (الجروبة), al-Dschihāfir  (الجهافر), al-Mughaisila (المغيسلة), Dschārwad (جارود)  und al-Hidāyā asch-Schāmīya (الحدايا الشامية) in einem Wadi, welches sich von Süden nach  Norden erstreckt. Der Ort liegt auf einer Höhe von 397 m.